# Копальні Феніче-Каппане
Копальні Феніче-Каппане (Fenice Capanne) — колишнє гірничодобувне підприємство, що здійснювало видобуток поліметалічних руд на півдні італійської провінції Тоскана за дев'ять десятків кілометрів на південний захід від Флоренції.
Дослідження показали, що ще в часи етрусків велась розробка жили Серработтіні (Serrabottini). Під час середньовіччя Сієнська республіка в 1325-му відкрила тут шахту, проте закинула її вже у 1348-му на тлі епідемії чуми.
Широкомасштабна гірнича активність з видобутку міді охопила район у 19 столітті (починаючи з 1830 року), при цьому основні роботи були пов'язані з жилою Феніче-Каппане, що має довжину близько 4,5 км та вигнуту на схід форму (при цьому її кінцівки на півночі та півдні змикаються зі згаданою вище жилою Серработтіні). У підсумку тут виникли:
- на північному завершенні шахта «Poggio al Guardione»;
- у центральній частині (з півночі на південь) шахти «Fenice Massetana», «Capanne Vecchie», «Poggio Bindo» (тут відомі стовбури № 1, «Салерно», «Паоло», «Гарібальді», «Донна-Марія», «Костантіно», «Карло», «Саві»). Двома останніми шахтами первісно опікувалась заснована в 1846-му компанія Societa Anonima delle Miniere di Rame delle Capanne Vecchie e del Poggio Bindo, а з 1859-го вони перейшли до Societa La Fenice Massetana, яка була створена для розробки більш північної ділянки;
- на південному завершенні шахта «Accesa» (тут відомий стовбур «Карпіньоне»). Станом на 1847-й вона належала Società Metallurgiea Maremmana, а в 1873-му перейшла до все тієї ж Societa La Fenice Massetana.
Також велись роботи на жилі Серработтіні (тут існували стовбури № 12, «Ал-Жиро» (Al Ghiro), «Нуово»). Відомо, що вони були призупинені в 1859-му та періодично відновлювались пізніше.
У підсумку копальні потрапили під контроль потужної гірничодобувної компанії Montecatini, яка в період між двома світовими війнами також стала найбільшою хімічною компанією Італії.
Є відомості, що найбільшого рівня виробництва рудник досягнув в 1920—1930 роках, а не пізніше 1950-го у складі комплексу з'явилась флотаційна збагачувальна фабрика.
Станом на кінець 1960-х роботи велись у південному секторі, де раніше була шахта «Accesa», а тепер діяла  шахта «Феніче-Каппане», при цьому в розробку залучили розташовану на південному завершенні жили Феніче-Каппане зону свинцево-цинкового зруднення. Відносно обсягів виробництва у цей період відомо, що копальня могла видавати за рік 500 тонн галеніту (мінерал свинцю) із високим вмістом срібла, 400 тонн сфалериту (мінерал цинку), 1000 тонн мідної руди із середнім вмістом міді 5 % та близько 5000 тонн піритів (можливо відзначити, що в 1962-му неподалік з'явився потужний споживач піритів — хімічний та металургійний комплекс у Скарліно, втім, його забезпечення передусім залежало від потужних піритових копалень Гаворрано, Бочеджано та Ніччолета).
Копальня Феніче-Каппане припинила свою роботу в 1985 році.